# Paraparesia espástica tropical
A Paraparesia Espástica Tropical é uma afecção neurológica associada à infecção pelo vírus HTLV-1. A sua incidência, ao longo da vida, é de 1 a 2% nos portadores deste vírus.
Caracteriza-se pela desmielinização de neurônios motores periféricos na medula espinhal, o que leva a uma variedade de sintomas, incluindo alterações na marcha, espasticidade, fraqueza muscular nos membros inferiores, dor lombar, incontinência urinária, impotência e, raramente, ataxia.
Em geral o curso de instalação é lentamente progressivo, iniciando-se com alterações na marcha e passando para espasticidade e fraqueza muscular.
Clinicamente diferencia-se da esclerose múltipla por apresentar, geralmente, curso lento, ausência de surtos e remissões e desmielinização de neurônios periféricos ao invés de neurônios centrais.